# KsOd V
A KsOd V gőzmozdonysorozat egy úgynevezett omnibuszlokomotív volt a Kassa–Oderbergi Vasútnál (KsOd).

## Története
A KsOd - hasonlóan a többi vasúttársasághoz - a 19. század utolsó évtizedeiben a másodrangú (mellék) vonalak gazdaságosságát a személy és teherforgalom szétválasztásával próbálta meg javítani. Az akkori műszaki lehetőségek közül ez az úgynevezett Omnibuszvonati mozdonyok alkalmazásával volt elérhető.
Miután a vasúttársaság első kísérlete a MÁV Gépgyár által készített IV sorozatjelű mozdonnyal nem volt sikeres, a társaság vezetői a Déli Vasútnál bevált SB/DV 4 II típusú mozdonyok beszerzése mellett döntöttek.
A Floridsdorfi Mozdonygyár bízva poggyászteres mozdonyai sikerében a Déli Vasúttársaságnak épített egy Anton Elbel és Louis Adolf Gölsdorf által tervezett és SB 4 II típusjelű mozdonysorozatot. Ezekből a gépekből kettő készleten maradt. Ezt a két, és még egy további újonnan épített mozdonyt vásárolta meg a KsOd 1882-ben, melyhez további hármat építtetett 1884-ben. A vasúttársaság a mozdonyokat az V osztályba sorolta és az 51II,  52-56 pályaszámcsoportba osztotta őket (Az 51 pályaszám időközben felszabadult, mivel a MÁV Gépgyár által gyártott mozdonyt, amelyre a pályaszámot korábban kiosztották, 1882-ben eladták).
Amikor 1924-ben a KsOd-t államosították, a mozdonyok a Csehszlovák Államvasutak (ČSD) állományába kerültek , de közülük csak négy kapott pályaszámot. A 210.001-004 pályaszámcsoportba osztották őket. A beszámozás után viszont már nem szolgáltak a forgalomban, csak mint fűtőgépet használták őket. 1928-ig selejtezték mindet.

## Szerkezetük
A mozdonyok az Ebel által kifejlesztett poggyászteres mozdonyok Louis Adolf Gölsdorf által módosított változatai voltak. Gölsdorf az Ebel mozdony 1A tengelyelrendezése helyett a B1-et választotta, csökkentve ezzel a mozdony tengelynyomását. (Az Ebel mozdonyok hátránya éppen a vonóerejükhöz képest igen nagy - 10 t feletti - tengelynyomásuk volt) és növelve a tapadási tömegét.
A mozdonyok külsőkeretesek voltak, a kereten kívül felszerelt kéthengeres telített gőzzel üzemelő ikergépezettel. A gőzhengereket a hátsó csatolt tengely mögött helyezték el és az első kerékpárt hajtotta. A gőzhengerek gőzelosztását Stephenson vezérmű biztosította kagylós síktolattyúkkal. A hosszkazán első övén kapott helyet a viszonylag nagyméretű gőzdóm, amelyre a közvetlen rugóterhelésű biztonsági szelepet szerelték. A gőzdóm elé dóm alakú homoktartály került. A kapcsolt kerekek a hosszkazánt támasztották alá, a futókerékpár pedig a poggyászteret. A mozdonyt a személyvonati alkalmazás miatt vákuumfékkel is felszerelték. A vezetőfülke mögött alakították ki a zárt poggyászteret, ám ez a gyakorlatban nem vált be.

## Fordítás
- Ez a szócikk részben vagy egészben  a   KsOd V című német Wikipédia-szócikk fordításán alapul.  Az eredeti cikk szerkesztőit annak laptörténete sorolja fel. Ez a jelzés csupán a megfogalmazás eredetét és a szerzői jogokat jelzi, nem szolgál a cikkben szereplő információk forrásmegjelöléseként.